# 마키 마크 앤드 더 펑키 번치
마키 마크 앤드 더 펑키 번치(Marky Mark and the Funky Bunch)는 미국의 힙합 밴드이다.